# Hans Lenk
Hans Lenk (Berlin, 1935. március 23. – Karlsruhe, 2024. július 30.) olimpiai és Európa-bajnok német evezős, filozófus.

## Életútja

### Sportpályafutása
A Ratzeburger RC versenyzője volt. Az 1958-as poznańi Európa-bajnokságon kormányos nélküli négyesben, majd az 1959-es mâconi kontinenstornán és az 1960-as római olimpián aranyérmes lett a nyolcas versenyszámban társaival.

### Filozófusként
Matematikát, filozófiát, szociológiát, sporttudományt és pszichológiát tanult Freiburgban és Kielben. A filozófus diploma megszerzése után először Kielben, majd Nyugat-Berlinben tanított. 1969-ben Karlsruhéban lett professzor. Könyveket írt társadalomfilozófiáról és tudományelméletről. 
1991 és 1993 között a Német Filozófiai Társaság elnöke, majd 1998 és 2003 között a Filozófiai Világtársaság (International Federation of Philosophical Societies) alelnöke volt.

## Sikerei, díjai
- Olimpiai játékok – nyolcas
  - aranyérmes: 1960, Róma
- Európa-bajnokság
  - aranyérmes (2): 1958 (kormányos nélküli négyes), 1959 (nyolcas)